# さまぁ〜ず論
『さまぁ〜ず論』（さまぁ〜ずろん）はテレビ朝日の『バラバラ大作戦』（第1部）内で放送されていたバラエティ番組。さまぁ〜ずの冠番組。

## 概略
さまぁ〜ずが毎回一組のゲストを迎え、聞きたいこと、話したいこと、ネタの作りかたなどこれまで語られなかった“論”をぶつけ合う唯一無二のトーク番組。プロデュースは『さまぁ〜ず×さまぁ〜ず』プロデューサーであった芦田太郎が務める。
2021年4月12日より持論を持つゲストを呼ぶ企画「聞いてよ、さまぁ～ず持論発表会」を開始。
2021年9月28日をもって放送終了。これにより、2004年10月に開始した『指名手配』から続いてきた、テレビ朝日系列のさまぁ〜ずMCの深夜バラエティ番組シリーズは17年間の歴史に幕を閉じることとなった。これに伴い、2021年10月以降のテレビ朝日においてさまぁ〜ずが司会を務めるレギュラー番組は月曜日21時台のクイズバラエティ番組である『クイズプレゼンバラエティー Qさま!!』のみとなった。

## 出演者
メインMC
- さまぁ〜ず（三村マサカズ、大竹一樹）

サブMC
- 吉村崇（平成ノブシコブシ）
- 澤部佑（ハライチ）
- 向井慧（パンサー）
- 櫻井音乃

吉村がサブMCの軸で、登板できない回を澤部、向井が担当。また、持論発表会は櫻井が担当。
最終収録は吉村がスケジュールの都合で登板できず、向井が担当した。

## 放送リスト
| 2020年 | 2020年   | 2020年                                                                      | 2020年                                         | 2020年                     |
| 回     | 放送日   | 内容                                                                        | ゲスト                                         | サブMC                     |
| ------ | -------- | --------------------------------------------------------------------------- | ---------------------------------------------- | -------------------------- |
| 1      | 10月5日  | さまぁ～ずとホリケンが超真面目に「ネタ作り」をテーマに激論!                 | 堀内健（ネプチューン）                         | 吉村崇（平成ノブシコブシ） |
| 2      | 10月12日 | ホリケンとさまぁ～ずの若き日の思い出                                        | 堀内健（ネプチューン）                         | 吉村崇（平成ノブシコブシ） |
| 3      | 10月19日 | 南キャン山ちゃんがさまぁ～ずに衝撃質問 「面白いと思っていましたか?」        | 山里亮太（南海キャンディーズ）                 | 吉村崇（平成ノブシコブシ） |
| 4      | 10月26日 | 南キャン山ちゃん×さまぁ～ず語る白熱の「MC論」                               | 山里亮太（南海キャンディーズ）                 | 吉村崇（平成ノブシコブシ） |
| 5      | 11月2日  | 好きな女性アナ1位の弘中アナ×さまぁ～ず「できる女性アナ」論                  | 弘中綾香（テレビ朝日アナウンサー）             | 澤部佑（ハライチ）         |
| 6      | 11月9日  | 好きな女性アナ1位の弘中アナ×さまぁ～ず「恋人・結婚・夫婦」論                | 弘中綾香（テレビ朝日アナウンサー）             | 澤部佑（ハライチ）         |
| 7      | 11月16日 | テレ朝女性アナの最終兵器 4年目 林美桜×さまぁ～ず 「私、26年間〇〇なんです」 | 林美桜、弘中綾香（共にテレビ朝日アナウンサー） | 澤部佑（ハライチ）         |
| 8      | 11月23日 | 赤裸々トーク 三村が目指す理想形の突っ込みとは!?                             | なし（サブMCの澤部がゲスト兼任）               | 澤部佑（ハライチ）         |
| 9      | 11月30日 | 温厚な澤部が珍しくブチぎれ!?                                                | なし（サブMCの澤部がゲスト兼任）               | 澤部佑（ハライチ）         |
| 10     | 12月7日  | みちょぱがさまぁ～ずにガチお悩み相談!!                                      | みちょぱ                                       | 吉村崇（平成ノブシコブシ） |
| 11     | 12月14日 | みちょぱがさまぁ～ずにガチお悩み相談!!                                      | みちょぱ                                       | 吉村崇（平成ノブシコブシ） |
| 12     | 12月21日 | ホリケン、山ちゃん、澤部、吉村と 熱～く芸人論語っちゃいましたSP             | なし （総集編+吉村との新規トーク）             | 吉村崇（平成ノブシコブシ） |

| 2021年 | 2021年  | 2021年                                                       | 2021年                                                                       | 2021年                     |
| 回     | 放送日  | 内容                                                         | ゲスト                                                                       | サブMC                     |
| ------ | ------- | ------------------------------------------------------------ | ---------------------------------------------------------------------------- | -------------------------- |
| 13     | 1月11日 | 飢え最強説に異論!! 芸人にハングリーさって必要ですか?         | 三四郎                                                                       | 吉村崇（平成ノブシコブシ） |
| 14     | 1月18日 | あえてネタ集めでエゴサーチするけど…                          | 三四郎                                                                       | 吉村崇（平成ノブシコブシ） |
| 15     | 1月25日 | 大竹に憧れてだてメガネにしたけど…                            | 三四郎                                                                       | 吉村崇（平成ノブシコブシ） |
| 16     | 2月1日  | ニューヨークが熱弁!! 芸人がカッコいい時代を取り戻したい      | ニューヨーク                                                                 | 吉村崇（平成ノブシコブシ） |
| 17     | 2月8日  | 教えて大竹さん!! 芸能人と結婚する方法                        | ニューヨーク                                                                 | 吉村崇（平成ノブシコブシ） |
| 18     | 2月15日 | 滝沢カレンのリーダー論                                       | 滝沢カレン                                                                   | 吉村崇（平成ノブシコブシ） |
| 19     | 2月22日 | みんなが出来るのに自分だけ出来ないこと                       | 滝沢カレン                                                                   | 吉村崇（平成ノブシコブシ） |
| 20     | 3月1日  | どうしたら芸能界に友達ができますか?                          | 滝沢カレン                                                                   | 吉村崇（平成ノブシコブシ） |
| 21     | 3月8日  | さまぁ～ずに頭が上がらないことがあります                     | 狩野英孝                                                                     | 吉村崇（平成ノブシコブシ） |
| 22     | 3月15日 | できない仕事は断った方がいいですか?                          | 狩野英孝                                                                     | 吉村崇（平成ノブシコブシ） |
| 23     | 3月22日 | 狩野英孝のモテる男論                                         | 狩野英孝                                                                     | 吉村崇（平成ノブシコブシ） |
| 24     | 3月29日 | テレビを観ていて爆笑する事はありますか?                      | 加納（Aマッソ）、福田麻貴（3時のヒロイン）、サーヤ（ラランド）               | 吉村崇（平成ノブシコブシ） |
| 25     | 4月5日  |                                                              | 加納（Aマッソ）、福田麻貴（3時のヒロイン）、サーヤ（ラランド）               | 吉村崇（平成ノブシコブシ） |
| 26     | 4月12日 | 論を持っている論者がオリジナルの論を披露                     | ななめ45°、大堀恵、坪井ミサト                                                | -                          |
| 27     | 4月19日 | 論を持っている論者がオリジナルの論を披露                     | 藤田恵名、上田航平（ゾフィー）、Yes!アキト                                   | -                          |
| 28     | 4月26日 |                                                              | 王林（りんご娘）、ジョナゴールド（りんご娘）                                 | 吉村崇（平成ノブシコブシ） |
| 29     | 5月3日  | さまぁ～ずと農業の話がしたい                                 | 王林（りんご娘）、ジョナゴールド（りんご娘）                                 | 吉村崇（平成ノブシコブシ） |
| 30     | 5月10日 | 持論オーディション                                           | テラシマニアック、大西洋平（テレビ朝日アナウンサー）、結                     | 櫻井音乃                   |
| 31     | 5月17日 | 聞いてよさまぁ～ず持論発表会                                 | 小笠原ゆうすけ（幸せのトナリ）、わちみなみ、ドイツみちこ（こじらせハスキー） | 櫻井音乃                   |
| 32     | 5月24日 | 未だに日々努力してますか?                                    | アンガールズ                                                                 | 吉村崇（平成ノブシコブシ） |
| 33     | 5月31日 | 何歳までお笑い続ける?80歳でも○○はできる?                     | アンガールズ                                                                 | 吉村崇（平成ノブシコブシ） |
| 33     | 6月7日  | ゲストが聞きたいことを持ち寄りトーク                         | 見取り図                                                                     | 向井慧（パンサー）         |
| 34     | 6月14日 | ゲストが聞きたいことを持ち寄りトーク                         | 見取り図                                                                     | 向井慧（パンサー）         |
| 35     | 6月21日 | ゲストが聞きたいことを持ち寄りトーク                         | 見取り図                                                                     | 向井慧（パンサー）         |
| 36     | 6月28日 | これを機に妹（姉）に言っておきたい事があります!              | トリンドル玲奈、トリンドル瑠奈                                               | 吉村崇（平成ノブシコブシ） |
| 37     | 7月5日  | トリンドル姉妹&さまぁ～ずのお酒の飲み方とは                  | トリンドル玲奈、トリンドル瑠奈                                               | 吉村崇（平成ノブシコブシ） |
| 38     | 7月12日 | 聞いてよ!さまぁ～ず持論発表会                                | 浜口順子、いけ（モシモシ）、ガリベンズ矢野                                   | 櫻井音乃                   |
| 39     | 7月19日 | 聞いてよ!さまぁ～ず持論発表会                                | 長嶋トモヒコ（ダーリンハニー）、宝生真里奈、日野麻衣                         | 櫻井音乃                   |
| 40     | 7月26日 | アンジャッシュ児嶋が語るさまぁ～ずと関係                     | 児嶋一哉（アンジャッシュ）                                                   | 吉村崇（平成ノブシコブシ） |
| 41     | 8月2日  | 僕は○○ことで許せませんでした。                               | 児嶋一哉（アンジャッシュ）                                                   | 吉村崇（平成ノブシコブシ） |
| 42     | 8月9日  | お笑いをゼロから始めるならどんなスタイルでいく!              | 児嶋一哉（アンジャッシュ）                                                   | 吉村崇（平成ノブシコブシ） |
| 43     | 8月16日 | それぞれのコンテストの調査基準とは?                          | ナイツ                                                                       | 吉村崇（平成ノブシコブシ） |
| 44     | 8月23日 | 過去に盛った話はどんどん盛りがち!                            | ナイツ                                                                       | 吉村崇（平成ノブシコブシ） |
| 45     | 8月30日 | さまぁ～ずから学んだ「ごきげん」こそ最強論!!                 | 銀シャリ                                                                     | 吉村崇（平成ノブシコブシ） |
| 46     | 9月6日  | 50代の三村が感じる銀シャリとお笑い論!!                       | 銀シャリ                                                                     | 吉村崇（平成ノブシコブシ） |
| 47     | 9月13日 | さまぁ～ず軍団はなぜ作らない?                                | 銀シャリ                                                                     | 吉村崇（平成ノブシコブシ） |
| 47     | 9月13日 | サンドウィッチマンは○○○魂                                    | サンドウィッチマン                                                           | 向井慧（パンサー)          |
| 48     | 9月20日 | さまぁ～ずだけが知るサンドウィッチマン好感度No.1の本当の理由 | サンドウィッチマン                                                           | 向井慧（パンサー)          |
| 49     | 9月27日 | さまぁ～ず論最終回トリを飾る激アツ論とは?                    | サンドウィッチマン                                                           | 向井慧（パンサー)          |

## ネット局と放送時間
※2021年4月現在。
| 放送対象地域   | 放送局             | 系列           | 放送日時                     | 放送開始                  | 備考   |
| -------------- | ------------------ | -------------- | ---------------------------- | ------------------------- | ------ |
| 関東広域圏     | テレビ朝日         | テレビ朝日系列 | 火曜 1:56 - 2:16（月曜深夜） | 2020年10月6日（5日深夜）  | 制作局 |
| 大分県         | 大分朝日放送       | テレビ朝日系列 | 土曜 11:25 - 11:45           | 2021年1月                 |        |
| 北海道         | 北海道テレビ       | テレビ朝日系列 | 土曜 0:15 - 0:35（金曜深夜） | 2021年4月24日（23日深夜） |        |
| 鳥取県・島根県 | さんいん中央テレビ | フジテレビ系列 | 金曜（木曜深夜） 1:20 - 1:40 | 不明                      |        |

過去のネット局
| 放送対象地域 | 放送局       | 系列           | 放送日時                     | 放送期間                       | 備考 |
| ------------ | ------------ | -------------- | ---------------------------- | ------------------------------ | ---- |
| 沖縄県       | 琉球朝日放送 | テレビ朝日系列 | 月曜 0:00 - 0:20（日曜深夜） | 2020年10月12日 - 2021年3月29日 |      |
| 山口県       | 山口朝日放送 | テレビ朝日系列 | 日曜 11:30 - 11:50           | 2020年10月18日 - 不明          |      |
| 青森県       | 青森朝日放送 | テレビ朝日系列 | 土曜 16:10 - 16:30           | 2020年11月7日 - 2021年7月3日   |      |

## スタッフ
- ナレーション：大西洋平（テレビ朝日アナウンサー）
- 音声：鈴木一篤
- 美術進行：清水基恵
- デザイン：ねもとまさ乙
- 美術協力：CAVIN
- 編集：萩原和晃
- MA：小田島真美
- 音効：藤野竜揮
- 編成：宇喜多宏美、泉良樹
- デスク：河野朋恵
- 制作協力：エスピーボーン
- 技術協力：RAFT
- アシスタントディレクター：浅野洋司、女屋麻貴、亀平菜緒
- アシスタントプロデューサー：反り目尚美、古田早絵
- ディレクター：塚田正道、田中匡史、森部裕治郎、渡邊淳子
- プロデューサー：郷力大也、徳江長政
- 演出・プロデューサー：芦田太郎
- ゼネラルプロデューサー：髙橋正輝
- 制作：テレビ朝日ソリューション本部コンテンツ編成局第1制作部
- 制作著作：テレビ朝日

### 過去のスタッフ
- 編成：田中真由子、久保田春記
- ディレクター：越後圭祐、山野上愛
- プロデューサー：松井正樹
- ゼネラルプロデューサー：荒井祥之